# ジェフ・リン
ジェフリー・リン（英: Jeffrey Lynne, OBE、1947年12月30日 - ）は、イングランド出身のミュージシャン、シンガーソングライター。
同国のロックバンド「エレクトリック・ライト・オーケストラ（ELO）」のリーダー。50年以上のキャリアを誇るマルチプレイヤーで、音楽プロデューサーとしても有名アーティストの作品プロデュースを手がけている。

## 来歴

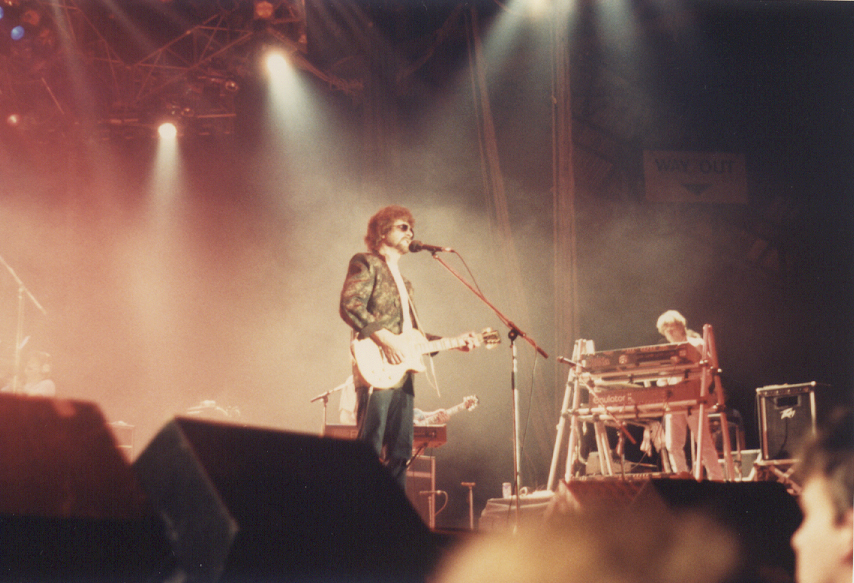
1986年のELOのライブ（手前がリン）

1960年代に活動したロックバンド、「アイドル・レース」「ザ・ムーヴ」を経て、1970年からエレクトリック・ライト・オーケストラ（ELO）としての活動を開始した。
その後、ELOのリーダーとして、1970年代から1980年代にかけて｢テレフォン・ライン｣「シャイン・ラヴ」「ザナドゥ」などにより、ELOは、1972~86年の間はギネスブックに「最も多くの全米トップ40ヒットを飛ばしたグループ」として紹介されていた。ヴァージン・グループ初の映画 『エレクトリック・ドリーム』のサウンドトラックへ2曲参加している (映画の音楽担当はジョルジオ・モロダーだが、２曲はジェフ・リン自身のプロデュース)。
熱狂的なビートルズファンであり、「ジェフ・リンの自宅のレコード棚にはビートルズとバルトークのレコードしかない」と英国の音楽誌に書かれたことがある。
また、プロデューサーとして数多くのアーティストを手掛けており、1980年代後半以降、デイヴ・エドモンズ、ジョージ・ハリスン、リンゴ・スター、ポール・マッカートニー、トム・ペティ、ロイ・オービソン、デル・シャノンなどのプロデュースを手掛けている。1995年から1996年にかけてのビートルズ・アンソロジー・プロジェクトでは、ジョージの紹介で新曲のプロデュースを担当し、敬愛するビートルズとの「共演」を果たした。
1988年にジョージ・ハリスン、トム・ペティ、ボブ・ディラン、ロイ・オービソンとともに覆面バンド、トラヴェリング・ウィルベリーズを結成した。ソロ名義のアルバム『アームチェア・シアター』も発売している。また、2001年発表ELOのアルバム『ズーム』は、リチャード・タンディなど一部オリジナル・メンバーの客演はあるものの、事実上、彼のソロ作品である。
その後も、プロデュース業を行いながら、自身のELO作品のリマスター、セルフカバー・アルバム、2012年にはソロ名義で、全曲カバー曲の『ロング・ウェイヴ』などを発表し、定期的に活動を行う。
2015年、リチャード・タンディ参加の、ジェフ・リンズELOの『アローン・イン・ザ・ユニバース』を発表。
2015年、ハリウッド・ウォーク・オブ・フェームを授与。
2015年、グラミー賞にて、エド・シーランとともに「Evil woman 」、「Mr. blue sky 」を演奏。
2017年、ELOがロックの殿堂入りを果たす。
2019年、リチャード・タンディ参加の、ジェフ・リンズELOの『フロム・アウト・オブ・ノーウェア』を発表。
2020年、エリザベス女王の生誕日にてOBE（大英帝国勲章第4等）を授与。

## ディスコグラフィ

### シングル
1977年
『Doin' That Crazy Thing/Goin' Down To Rio』
- Doin' That Crazy Thing
- Goin' Down To Rio

ソロ名義によるファースト･シングル。（E.L.O.サウンドとは違った、当時流行していたディスコ・サウンド。）
1984年
『Video!/Sooner Or Later』
- Sooner Or Later

サントラ『エレクトリック・ドリーム』よりのシングルカット「Video!」B面。ソロ名義によるセカンド・シングル。
1990年
『Every Little Thing/I'm Gone』
- I'm Gone
- Every Little Thing (12" Remix)

アルバムよりのシングルカット「Every Little Thing」のB面。ソロ名義によるサード･シングル。
『Lift Me Up/Sirens/Borderline』
- Sirens
- Borderline （2013年、デジタル･リマスター盤ボーナス・トラック）

アルバム『アームチェア・シアター』よりのシングルカット「Lift Me Up」のB面。ソロ名義によるフォース･シングル。

### アルバム
1990年
『アームチェア・シアター』 - "Armchair Theatre"(The Billboard 200/最高位83位)
2012年
『ロング・ウェイヴ』 - "Long Wave"(The Billboard 200/最高位133位)
ソロ名義では12年ぶりとなる、全曲カバー曲によるセカンド・アルバム。
- She　(Charles Aznavour)
- If I Loved You　(Rodgers-Hammerstein)
- So Sad (to Watch Good Love Go Bad)　(Everly Brothers)
- Mercy Mercy　(Don Covay)
- Running Scared　(Roy Orbison)
- Bewitched, Bothered And Bewildered　(Rodgers-Hart)
- Smile　(Charlie Chaplin)
- At Last　(Gordon-Warren)
- Love Is A Many Splendored Thing　(Fein-Webster)
- Let It Rock　(Chuck Berry)
- Beyond The Sea　(Charles Trenet)
- Jody(Del Shannon):日本盤限定ボーナス･トラック。

### その他
1976年
『All This And World War II』 - "Original Soundtrack"
- With A Little Help From My Friends/Nowhere Man

映画『All This And World War II』オリジナルサウンドトラック。様々なアーティストによる、全編ビートルズの楽曲をカバーした内容で構成されたアルバム。ジェフは2曲をメドレーでカバー。初のソロ名義。
1984年
『Electric Dreams』 - "Original Soundtrack"
- Video!　(The Billboard Hot 100/最高位85位)
- Let It Run

映画『エレクトリック・ドリーム』オリジナルサウンドトラック。
1991年
『Robin Hood-Prince Of Thieves』 - "Original Soundtrack"
- Wild Times

ケビン・コスナー主演『ロビン・フッド』オリジナルサウンドトラック。
2011年
『Listen To Me: Buddy Holly』
- Words Of Love

バディ・ホリーのトリビュート・アルバム。
2013年
『American Hustle』 - "Original Soundtrack"
- Stream of Stars

映画『アメリカン・ハッスル』オリジナルサウンドトラック。
2014年
『The Art of McCartney』
- Junk

ポール・マッカートニーのトリビュート・アルバム。

## 参加したバンド
1967-1969
アイドル・レース
1970～1972
ザ・ムーヴ
1971-1986，2001-
エレクトリック・ライト・オーケストラ
1988-1990
トラヴェリング・ウィルベリーズ
- 『Vol.1』 - "Volume One"(1988年発表。1988年、The Billboard 200/最高位3位。グラミー賞ノミネート作品)
- 『Vol.3』 - "Volume 3"(1990年発表。1990年、The Billboard 200/最高位11位)

2014-
ジェフ・リンズELO

## 主なプロデュース作品
- ジョージ・ハリスン
  - 『クラウド・ナイン』 - Cloud Nine(1987年発表）
  - 『ブレインウォッシュド』 - Brainwashed(2002年発表）
  - 「セット・オン・ユー」 - Got My Mind Set On You(1987年発売）
  - 「エニイ・ロード」 - Any Road(2003年発売、グラミー賞ノミネート作品）
- ポール・マッカートニー
  - 『フレイミング・パイ』 -Flaming Pie(1997年発表、グラミー賞ノミネート作品)
- ビートルズ
  - 「フリー・アズ・ア・バード」 -Free As A Bird(1995年発表)
  - 「リアル・ラヴ」-Real Love(1996年発表)
  - 「ナウ・アンド・ゼン」 -Now and Then(2023年発表、Additional Productionと表記)
- トム・ペティ
  - 『フル・ムーン・フィーヴァー』 -Full Moon Fever(1989年発表)
  - 『ハイウェイ・コンパニオン』 -Highway Companion(2006年発表)
- トム・ペティ&ザ・ハートブレイカーズ
  - 『イントゥ・ザ・グレイト・ワイド・オープン』 -Into The Great Wide Open(1991年発表)
- リンゴ・スター
  - 『タイム・テイクス・タイム』 -Time Takes Time(1992年発表)
- オリヴィア・ニュートン・ジョン
  - ｢ザナドゥ｣ -Xanado(1980年発表。シングル)
- ロイ・オービソン
  - 『ミステリー・ガール』 -Mystery Girl (1989年発表、「ユー・ゴット・イット」など3曲を担当)
- デル・シャノン
  - ｢ウォーク・アウェイ｣ -Walkaway(1990年発表)
- デイブ・エドモンズ
  - 『インフォメーション』 -Information(1983年発表)
  - 『リフ・ラフ』 -Riff Raff(1984年発表)
- ブライアン・ウィルソン
  - 『ブライアン・ウィルソン』 - Brian Wilson (1988年発表、「レット・イット・シャイン」を共同プロデュース)
- ジョー・ウォルシュ
  - 『アナログ・マン』 -Analog Man(2012年発表)
- ブライアン・アダムス
  - 『ゲット・アップ』 -Get Up(2015年発表)

※｢｣内は曲名、『』名はアルバム名